# Кућа полубрвнара у Врбети
Кућа полубрвнара у Врбети, насељеном месту на територији општине Кнић, представља непокретно културно добро као споменик културе, одлуком Владе Републике Србије бр. 633-1530/98-19 од 22. маја 2001. године (Сл. Гл. РС бр. 32 од 7. јуна 2001. год.)
Кућа представља типичну полубрвнару, правоугаоне основе, постављене на равном терену. На главној страни, по средини је мањи отворен трем, из кога воде врата у „кућу”, собу и доксат. Зидови на делу где је „кућа” рађени су од брвана, а на другом делу су у бондрук конструкцији, малтерисани и окречени. Постављена је на плитким темељима од ломљеног камена, који су нешто вишег темељног зида на делу где се терен благо спушта. Кров је на три воде, покривен ћерамидом. На калкану, који је даском затворен, су врата за излаз на таван са спољне стране. На крову доминира импозантни „капић”, у доњем делу даском опшивен, са четири дрвена стубића над којима је кровић покривен ћерамидом.
У централном делу зграде је „ кућа” са отвореним огњиштем и огромном „ баџом”. Улазна врата на „кући” лучно су засведена, док је под у од набоја, а таваница од дасака. У соби је такође под од набоја, а таваница од профилисаног шашовца. Зидови доксата затворени су шашовцем усправно слаганим. На соби су два прозора са оригиналним дрвеним решеткама, топлијама. Доксат је додат вероватно крајем 19. века када је извршено скраћивање трема са обе стране, са једне за доксат, а са друге за проширење собе. На једној страни зграде накнадно је дозидана једна собица, највероватније крајем 19. века, па тај део излази из основа полубрвнаре.